# Campionati italiani primaverili di nuoto 1998
I quarantacinquesimi Campionati italiani primaverili di nuoto si sono svolti a Livorno dal 23 al 26 aprile 1998. È stata utilizzata la vasca da 50 metri.

## Podi

### Uomini
| Evento               | Oro                                                                                               | Tempo    | Argento | Tempo | Bronzo          | Tempo    |
| Stile libero         |                                                                                                   |          |         |       |                 |          |
| 50 m                 | Lorenzo Vismara                                                                                   | 22"40    |         | -     |                 | -        |
| 100 m                | Lorenzo Vismara                                                                                   | 50"10    |         | -     |                 | -        |
| 200 m                | Massimiliano Rosolino                                                                             | 1'51"29  |         | -     |                 | -        |
| 400 m                | Massimiliano Rosolino                                                                             | 3'54"39  |         | -     |                 | -        |
| 1500 m               | Marco Formentini                                                                                  | 15'26"41 |         | -     |                 | -        |
| Dorso                |                                                                                                   |          |         |       |                 |          |
| 100 m                | Emanuele Merisi                                                                                   | 56"60    |         | -     |                 | -        |
| 200 m                | Emanuele Merisi                                                                                   | 2'00"12  |         | -     |                 | -        |
| Rana                 |                                                                                                   |          |         |       |                 |          |
| 100 m                | Domenico Fioravanti                                                                               | 1'03"52  |         | -     |                 | -        |
| 200 m                | Davide Rummolo                                                                                    | 2'18"24  |         | -     |                 | -        |
| Farfalla             |                                                                                                   |          |         |       |                 |          |
| 100 m                | Dino Urgias                                                                                       | 54"99    |         | -     |                 | -        |
| 200 m                | Andrea Oriana                                                                                     | 2'00"33  |         | -     | Stefano Zerbini | 2'02''28 |
| Misti                |                                                                                                   |          |         |       |                 |          |
| 200 m                | Massimiliano Rosolino                                                                             | 2'05"22  |         | -     |                 | -        |
| 400 m                | Alessio Boggiatto                                                                                 | 4'23"26  |         | -     |                 | -        |
| Staffette            |                                                                                                   |          |         |       |                 |          |
| 4x100 m stile libero | Nuoto Fiamme Gialle René Gusperti Domenico Fioravanti Moreno Gallina Lorenzo Vismara              | 3'26"34  |         | -     |                 | -        |
| 4x200 m stile libero | Centro Sportivo Carabinieri Davide Bicchierini Paolo Ghiglione Alessandro Bacchi Marco Formentini | 7'35"77  |         | -     |                 | -        |
| 4x100 m misti        | Nuoto Fiamme Gialle Stefano Battistelli Domenico Fioravanti René Gusperti Lorenzo Vismara         | 3'48"18  |         | -     |                 | -        |

### Donne
| Evento               | Oro                                                                        | Tempo      | Argento | Tempo | Bronzo | Tempo |
| Stile libero         |                                                                            |            |         |       |        |       |
| 50 m                 | Lara Consolandi                                                            | 26"59 ok   |         | -     |        | -     |
| 100 m                | Viviana Susin                                                              | 57"58 ok   |         | -     |        | -     |
| 200 m                | Sara Parise                                                                | 2'04"98 ok |         | -     |        | -     |
| 400 m                | Viola Valli                                                                | 4'20"86 ok |         | -     |        | -     |
| 800 m                | Viola Valli                                                                | 8'49"23 ok |         | -     |        | -     |
| Dorso                |                                                                            |            |         |       |        |       |
| 100 m                | Francesca Bissoli                                                          | 1'03"84    |         | -     |        | -     |
| 200 m                | Laura Porchianello                                                         | 2'16"69    |         | -     |        | -     |
| Rana                 |                                                                            |            |         |       |        |       |
| 100 m                | Federica Biscia                                                            | 1'12"13    |         | -     |        | -     |
| 200 m                | Katharine Bigby                                                            | 2'36"28    |         | -     |        | -     |
| Farfalla             |                                                                            |            |         |       |        |       |
| 100 m                | Karina Vanni                                                               | 1'02"36    |         | -     |        | -     |
| 200 m                | Veronica Rodà                                                              | 2'15"68    |         | -     |        | -     |
| Misti                |                                                                            |            |         |       |        |       |
| 200 m                | Federica Biscia                                                            | 2'19"10    |         | -     |        | -     |
| 400 m                | Federica Biscia                                                            | 4'49"88    |         | -     |        | -     |
| Staffette            |                                                                            |            |         |       |        |       |
| 4x100 m stile libero | Aurelia Nuoto Lucrezia Serrani Cristina Chiuso Cavaniglia Viviana Susin    | 3'56"77    |         | -     |        | -     |
| 4x200 m stile libero | SNAM Gavina Viola Valli Alessandra Cassani Luisa Striani                   | 8'30"23    |         | -     |        | -     |
| 4x100 m stile misti  | Avantgarda Desenzano Francesca Bissoli Sara Goffi Alessandra Cappa Vignali | 4'24"31    |         | -     |        | -     |